# لولا (غينيا)
لولا هي بلدة ومحافظة فرعية في منطقة الغابات في غينيا ، بالقرب من الحدود مع ليبيريا. وهي عاصمة محافظة لولا التابعة لإقليم مامو ويبلغ عدد سكانها 60711 نسمة (تقديرات عام 2008).
يقع بالقرب من جبل نيمبا، أعلى قمة في غينيا. تشتهر بالطب التقليدي وصناعة النسيج وببغاء تمنه .[بحاجة لمصدر]